# Ptinus sexpunctatus
Espèce
Ptinus sexpunctatus est une espèce d'insectes coléoptères de la famille des Anobiidae ou des Ptinidae selon les classifications, de la sous-famille des Ptininae et du genre Ptinus.

## Description
L'espèce mesure environ 4-5 mm de long et est d'une coloration foncée uniforme.
Elle montre des taches blanches nettes basale et apicale sur ses élytres dont les rainures  sont très profondes.

## Distribution

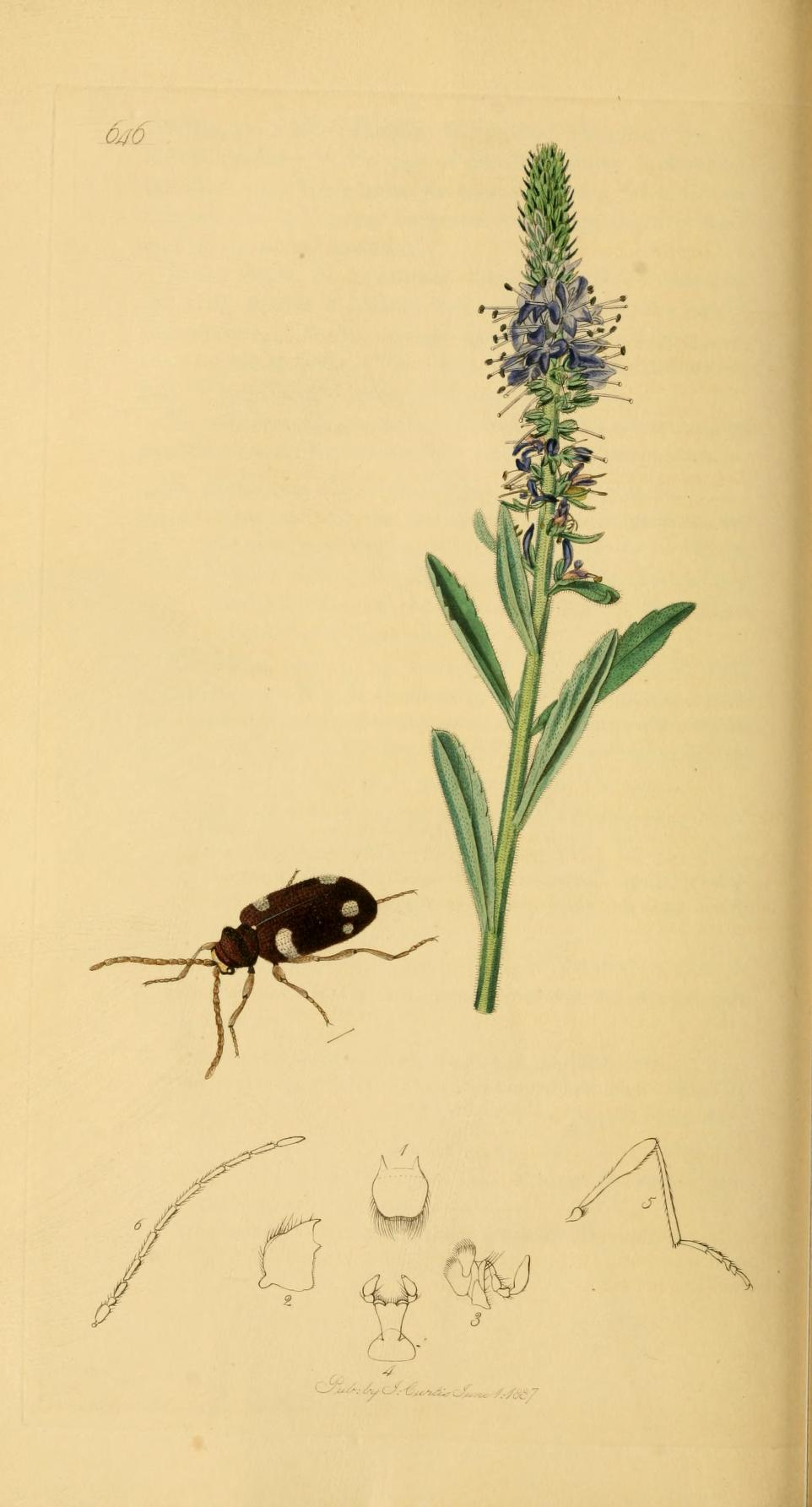
Ptinus sexpunctatus dans Entomologie britannique

Ptinus sexpunctatus est un coléoptère paléarctique trouvé dans toute l'Europe. Il a été récemment (2007) enregistré en Amérique du Nord.

## Habitat
P. sexpunctatus a été associé à des forêts de pins en général, bien que des observations plus cosmopolites ont eu lieu en intérieur,. Ce coléoptère parasite également les nids des abeilles solitaires des genres Osmia et Megachile. Sa présence a été enregistrée en Nouvelle-Écosse (Canada), dans le nid de l'abeille Osmia lignaria.